# Ford v Ferrari
Ford v Ferrari o Go Like Hell (titulada: Le Mans '66 en España y otros países europeos y Contra lo imposible en Hispanoamérica) es una película dramática deportiva estadounidense de 2019 dirigida por James Mangold y escrita por Jez Butterworth, John-Henry Butterworth y Jason Keller. La película está protagonizada por Matt Damon y Christian Bale, con Jon Bernthal, Caitriona Balfe, Tracy Letts, Josh Lucas, Noah Jupe, Remo Girone y Ray McKinnon en papeles secundarios.
La trama sigue a un equipo determinado de ingenieros y diseñadores estadounidenses, liderados por el diseñador de automóviles Carroll Shelby y su conductor británico, Ken Miles, que son enviados por Henry Ford II y Lee Iacocca de la Ford Motor Company con la misión de construir el Ford GT40, un nuevo auto de carreras con el potencial para finalmente derrotar al siempre dominante Ferrari en las 24 Horas de Le Mans de 1966 en Francia. 
En las primeras etapas de la producción de la película, Tom Cruise y Brad Pitt fueron elegidos para los papeles protagonistas, pero esos planes fracasaron. Mangold fue contratado en febrero de 2018, y Damon, Bale y el resto del elenco se unieron ese verano. La filmación comenzó en julio de 2018 en California y duró un poco más de dos meses.
Ford v Ferrari tuvo su estreno mundial en el Festival de Cine de Telluride el 30 de agosto de 2019, y se estrenó en los Estados Unidos el 20 de noviembre de 2019 por Walt Disney Studios Motion Pictures (bajo el sello 20th Century Fox). La película recaudó $225.5 millones en todo el mundo y recibió elogios de los críticos, quienes elogiaron las actuaciones (particularmente Bale y Damon), la dirección de Mangold, la edición y las secuencias de carreras. Fue elegido por la National Board of Review como una de las diez mejores películas del año, y en la 92.ª edición de los Premios de la Academia recibió cuatro nominaciones, incluida Mejor Película, y ganó la Mejor Edición Cinematográfica y la Mejor Edición de Sonido. Fue la última película en ganar el Premio de la Academia a la Mejor Edición de Sonido antes de que el premio se combinara con la Mejor Mezcla de Sonido como premio único al Mejor Sonido. Bale también recibió nominaciones para el Premio Globo de Oro al Mejor Actor-Drama y el Premio del Sindicato de Actores de Pantalla por la Actuación Sobresaliente de un Actor Masculino en un Papel Principal.

## Argumento

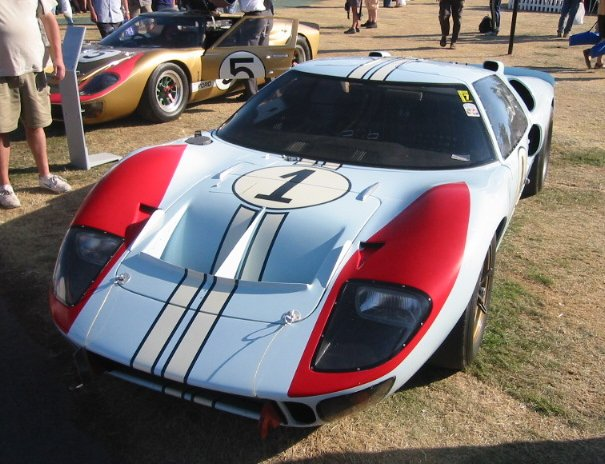
El Ford GT40 Mk II segundo en las 24 Horas de Le Mans de 1966.

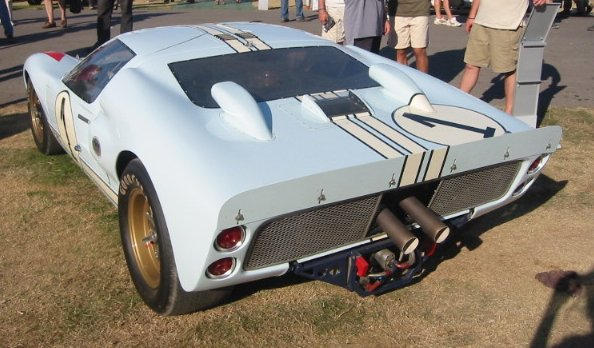
El Ford GT40 Mk II segundo en las 24 Horas de Le Mans de 1966, visto desde atrás.

En 1963, Carroll Shelby (Matt Damon) es un corredor profesional estadounidense que se ve obligado a jubilarse anticipadamente debido a una afección cardíaca y actualmente se dedica a la venta de automóviles. Siendo cálido y agradable, es considerado como un vendedor nato, sociable y un diseñador e ingeniero de vehículos increíble, conocido como el primero en diseñar el automóvil de carreras Shelby Cobra. 
Mientras tanto, Ken Miles (Christian Bale) es un corredor británico que actualmente trabaja como mecánico y tiene su propio taller para mantener a su esposa Mollie (Caitriona Balfe) y a su hijo Peter (Noah Jupe). A pesar de que dice las cosas como son y, a veces, hace enojar a los clientes, pero no endulza nada. En una carrera de la SCCA, a Ken le dicen que su auto no cumple con las regulaciones y comienza a gritar enojado al oficial de la carrera. Shelby lo ve y trata de tranquilizarlo, pero luego, los dos discuten y Ken le lanza una llave inglesa. Más tarde, el IRS llega y cierra el garaje de Ken, obligándolo a dejar la mayor parte de sus carreras para cuidar de su familia.
Mientras tanto, en Ford Motor Company, Henry Ford II (Tracy Letts) está furioso porque las ventas han bajado y la empresa de su padre Edsel Ford está en peligro. Comienza a recibir propuestas de sus subordinados: el vicepresidente Lee Iacocca (Jon Bernthal), quien le da una idea a Henry II: los autos más sexys son los autos de carrera, como los Ferrari y plantea que si Ford puede construir un nuevo automóvil de carrera y ganar las 24 Horas de Le Mans, estarán en lo más alto, para lo cual le propone una empresa impensada: que Ford compre a Ferrari. 
Pese al prestigio cosechado a partir de sus participaciones en competencias de automovilismo, Enzo Ferrari (Remo Girone) no atravesaba un contexto económico favorable, por lo que decide poner a la venta su empresa. Esta situación fue aprovechada por los representantes de Ford, quienes viajaron a Italia para formalizar una oferta, por la cual Ford dejaría a Ferrari con el control de su división de coches de competición, pero despojándolo de su división de producción. 
Con lo que no contaban los ejecutivos de Ford, fue con la presencia de un informante, quien tras conocer la oferta dio aviso de la misma a Gianni Agnelli, patrón de la Fiat, quien se encargó de efectuar una oferta superadora, por la cual Fiat se convertía en propietaria, pero Enzo continuaría al frente de la totalidad de la empresa. 
Esta contrapropuesta, haría a Enzo plantear si en caso de pretender seguir compitiendo en Le Mans, Ford aceptaría que ello suceda, recibiendo como respuesta la negativa de Iacocca. Esto hacer provocar que Enzo termine echando de su propiedad a los ejecutivos de Ford, no sin antes mencionar que su oferta insultaba su honor como constructor, como hombre y como italiano, asegurando que no le iba a vender su empresa a un fabricante de coches feos y que su presidente Henry II, era un gordo, cerdo y obstinado.
Cuando regresan y le cuentan lo que Enzo les dijo, un furioso Henry II les hace transmitir en detalle lo que Enzo mencionó y se vuelve más decidido que nunca a vencer a Ferrari. Decide que comenzarán su propia división de carreras y les pide que recluten a un grupo de ingenieros para que construyan un nuevo auto para que puedan vencer a Ferrari en Le Mans.
Lee se acerca a Shelby, como el único corredor estadounidense que ha ganado alguna vez en Le Mans y diseñador del automóvil deportivo Shelby, si quisiera ser el jefe de su equipo de carreras, diseñando y probando los autos. Shelby acepta la propuesta de Lee y acude a Ken para que este participe, pero cuando Mollie ve a Ken saliendo con Shelby, se vuelve furiosa con él y le exige saber toda la verdad. 
Ken le dice que le han ofrecido una gran paga para correr y ella está emocionada por la oferta, pero simplemente le advierte no quiere que le siga mintiendo. El equipo comienza a poner el muevo Ford GT40 en forma para su primera gran carrera, pero a medida que se acerca, el vicepresidente ejecutivo senior de Ford Leo Beebe (Josh Lucas) se acerca a Shelby y les dice que la calidad impredecible y libertina de Ken no es parte de la marca Ford y que no se puede confiar en él para hacer prensa y representar bien a Ford, ya que no puede ser su conductor. Shelby lucha por mantener a Ken, pero finalmente se ve obligado a decirle a Ken que no competirá; provocando que este se ponga furioso por esto y Ford decide enviar a Phil Hill y Bruce McLaren a las 24 Horas de Le Mans de 1965. Como Ken lo predijo, ninguno de los GT40 logró terminar la carrera, ya que sabía lo del grave problema en la caja de cambios.
Cuando Ford pierde la carrera, Henry II empieza a verlo como una derrota humillante, pero Shelby en cambio, le explica que el nuevo GT40 le hizo infundir miedo en Ferrari y al mismo Enzo, después de que alcanzó una velocidad máxima de 218 mph (350 km/h) en la recta de Mulsanne antes de que se averiara la caja de cambios y ese problema técnico se puede solucionar. 
Henry II le muestra el edificio industrial enfrente de la planta y le explica que durante la Segunda Guerra Mundial, tres de cinco bombarderos fabricados por los estadounidenses despegaron de ahí durante la guerra. Cuando termina haciéndole a Shelby preguntar si Franklin D. Roosevelt venció a Adolf Hitler, Henry II le responde que esa carrera en Le Mans no fue la primera vez que Ford participó a la guerra en Europa, ya que todos los empleados saben mucho que hacer tanto papeleo y le dice finalmente a Shelby que se vaya a Le Mans para "la guerra". 
Tiempo después durante el año 1966, va a la casa de Ken y se disculpa y le pide que regrese, y los dos terminan peleando físicamente en su jardín delantero, hasta que finalmente se dan por vencidos, exhaustos, y Mollie les trae algunos refrescos fríos.
Ken se reincorpora al equipo, que trabaja día y noche para perfeccionar el coche. Lee advierte a Shelby que Leo está decidido a sacar a Ken del equipo y tiene la intención de hacerlo en su próxima visita. En medio de la conversación telefónica de Shelby con Lee, Ken empieza a tener fallas en los frenos y casi termina muriendo en el choque. 
Al día siguiente, sabiendo sobre la conversación con Lee y cuando llegan Henry II, Leo y los empresarios de Ford al área de pruebas, Shelby encierra a Leo en su oficina y se aprovecha de la situación para llevar a Henry II a dar un paseo en el nuevo auto de carreras experimental. Mientras Shelby conduce con sus habilidades de experimentado corredor de carreras, Henry II experimenta cuán aterradoras y emocionantes son las carreras en la pista. 
Cuando se detienen, Henry II rompe en sollozos y Shelby le ofrece un trato: dejar que Ken compita en las 24 Horas de Daytona, apostando su propia compañía de autos, Shelby American y si ganan, le permitirán correr en Le Mans; pero si pierden, Henry II obtiene el control total de la empresa de Shelby. En Daytona, Shelby American ingresa a las 24 Horas de Daytona de 1966, pero encuentran una dura competencia en Holman-Moody, un segundo equipo Ford de la NASCAR que Ford había encargado para ver quién diseñaba el mejor vehículo. Mientras Holman-Moody tiene paradas de boxes muy rápidas, Shelby le dice a Ken que acelere al máximo (7000 RPM) y logra ganar la carrera, asegurando a su equipo el lugar en Le Mans y que Ken conducirá ahí.
En Francia, en las 24 Horas de Le Mans de 1966, Ferrari y Henry II están presentes dando por apertura la competencia y cuando comienza la carrera, Ken lucha con una puerta defectuosa que no se cierra, lo que lo frena en la primera vuelta. Cuando Phil Remington (Ray McKinnon) la arregla con un mazo, Ken comienza a batir varios récords de vuelta y al encontrarse con el Ferrari P3 de Lorenzo Bandini (Francesco Bauco), empiezan a competir entre sí hasta que los frenos comienzan a dar desgaste. 
Rápidamente, Ken va a boxes para cambiar los frenos, pero los italianos de Ferrari están furiosos por la medida y dicen que esto es una violación de las reglas. Shelby señala que el libro de reglas dice que pueden cambiar partes de los frenos y no se especifica cuáles. Nuevamente, Ken y Bandini se retoman su competición hasta que finalmente, el P3 de Bandini empieza a fallar el motor y es eliminado de la carrera, dejando a Ken en primer lugar. Mollie y Peter ven en la televisión cómo Ken completa su muy deseada etapa "perfecta".
Leo, que había estado tratando de pasar por alto a Shelby y meterse con su estrategia, se dirige a Henry II y le sugiere que la mejor imagen publicitaria para las ventas de Ford sería que los tres autos cruzaran la meta juntos. Él acepta y Leo le da la orden a Shelby, quien se niega. Shelby comunica a Ken esas instrucciones, pero le asegura que es su carrera y que lo apoyará en su decisión, pase lo que pase. 
Al principio, Ken está en contra de Leo y acelera hacia la victoria, continuando su batimiento de nuevos récords de vuelta, pero finalmente cede a la propuesta inicial y reduce la velocidad, permitiendo que los otros conductores lo alcancen y crucen la meta juntos, dejando a Ford salirse con la suya. Todos celebran la victoria de Ken hasta que un tecnicismo revelado a última hora, lo coloca en segundo lugar dándole la victoria a Bruce McLaren, por haber partido más atrás. Shelby está furioso por esto, pero Ken lo acepta agradeciéndole por haberlo dejado correr en Le Mans, mientras los dos se van juntos.
Semanas más tarde, mientras probaba el J-Car, un nuevo diseño de automóvil en el Riverside International Raceway, Ken (que no usa equipo de seguridad mientras lo conduce) vuelve a experimentar fallas en los frenos y muere en el choque en la pista de pruebas. Meses después, Shelby va a la casa de su familia y encuentra a Peter, el hijo de Ken, a quien le da la llave inglesa que Ken le arrojó en el SCCA. Se sube a su automóvil Shelby y, a pesar de su condición emocional afectado profundamente por todo lo sucedido, acelera su Shelby en la distancia.
El epílogo explica que Ford continuaba su racha ganadora en 1967, 1968 y 1969, mientras que Ken fue introducido en el Salón de la Fama de Deportes de Motor de 2001.

## Reparto

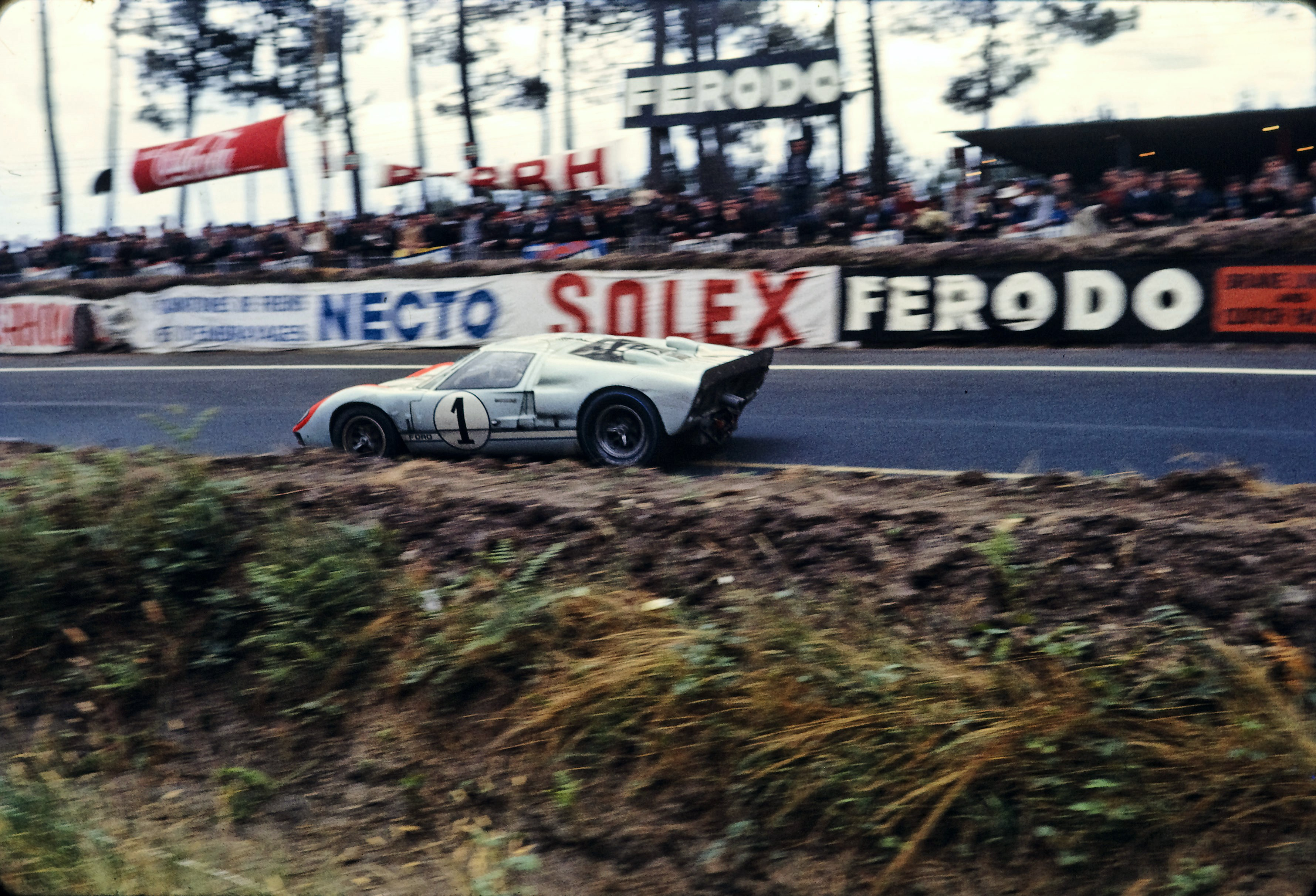
El GT40 n ° 1 en las 24 Horas de Le Mans 1966.

- Matt Damon como Carroll Shelby: Expiloto estadounidense de autos de carrera, diseñador de automóviles y constructor.
- Christian Bale como Ken Miles: Veterano británico de la Segunda Guerra Mundial y piloto de carreras profesional.
- Jon Bernthal como Lee Iacocca: Vicepresidente de Ford Motor Company.
- Caitriona Balfe como Mollie Miles: La esposa de Ken y madre de Peter Miles.
- Josh Lucas como Leo Beebe: Vicepresidente ejecutivo sénior.
- Noah Jupe como Peter Miles: El hijo de Ken y de Mollie Miles.
- Tracy Letts como Henry Ford II: El director ejecutivo de Ford y nieto del pionero automotriz Henry Ford.
- Remo Girone como Enzo Ferrari: Fundador de Ferrari y su equipo de carreras de automóviles Scuderia Ferrari.
- Ray McKinnon como Phil Remington: Jefe de mecánicos del GT40.
- JJ Feild como Roy Lunn: Un ingeniero de Ford involucrado en el programa del GT40.
- Gian Franco Tordi como seguridad de Gianni Agnelli.
- Adam Mayfield como Lloyd Ruby: Piloto y compañero de equipo de Ken.
- Jack McMullen como Charlie Agapiou.
- Corrado Invernizzi como Franco Gozzi: La mano derecha de Enzo Ferrari.
- Joe Williamson como Don Frey: Ingeniero jefe de Ford.
- Ian Harding como ejecutivo de Ford-Ian.
- Christopher Darga como John Holman.
- Francesco Bauco como Lorenzo Bandini: Piloto de Ferrari.

## Inexactitudes históricas

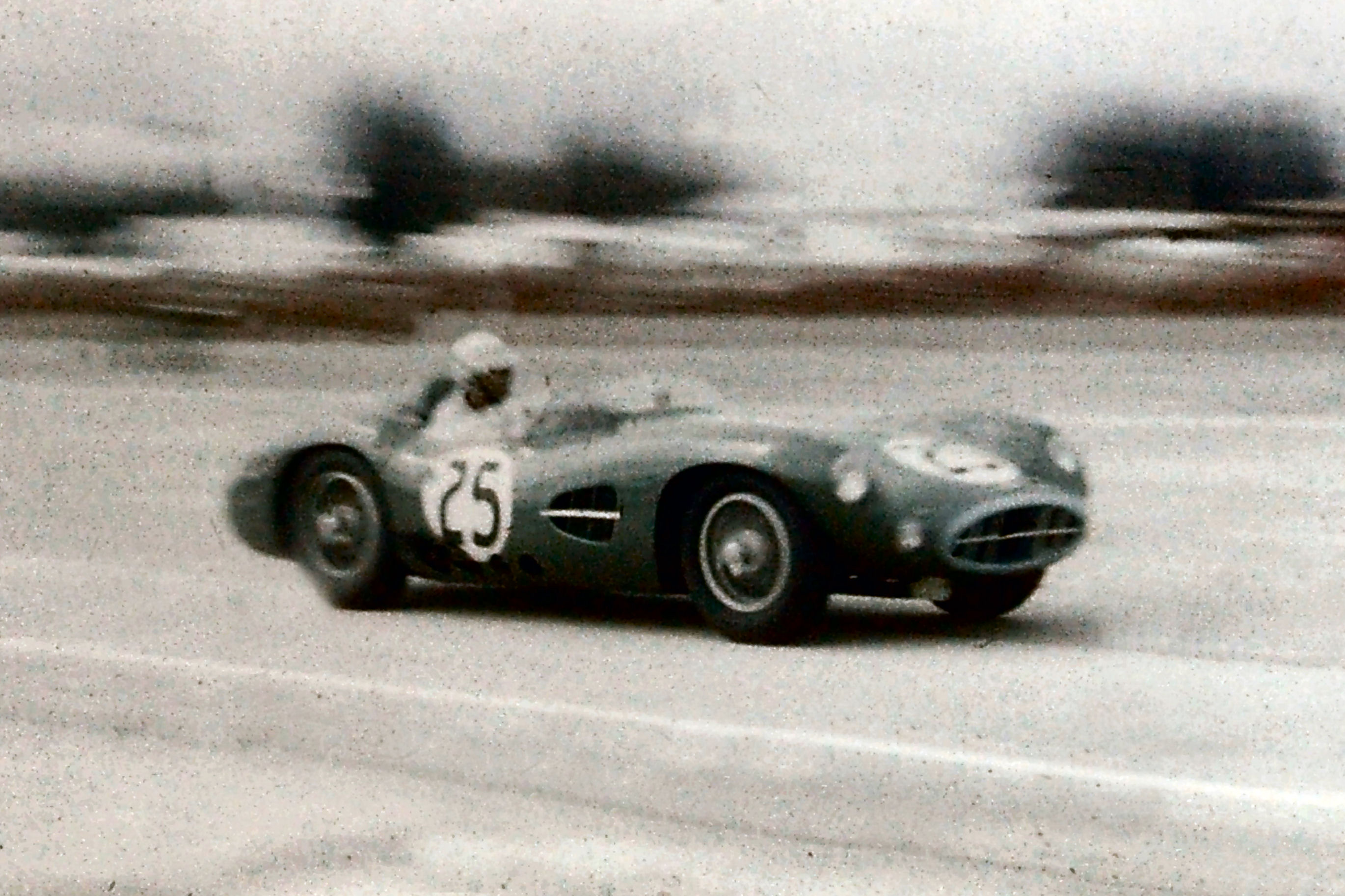
Carroll Shelby pilotando un Aston Martin en 1958

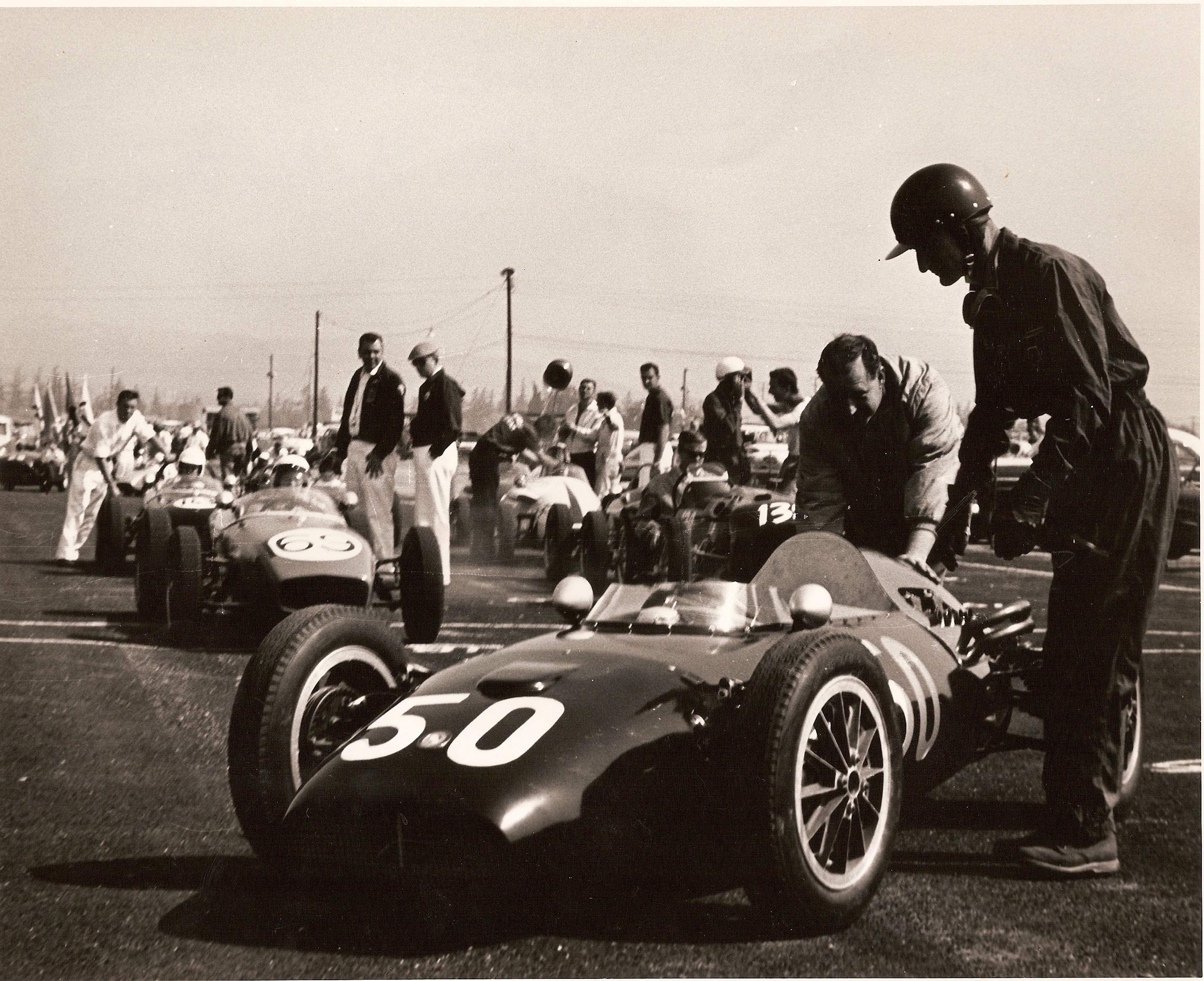
Ken Miles (frente derecho con casco).

En 1962, Carroll Shelby convocó a la creación y posterior producción en serie del AC Cobra. El bajo peso del vehículo en relación con la potencia del Ford V8 resultó en una actuación contra la que la competencia no tenía ninguna posibilidad tanto en la pista de carreras como en la carretera. Con este diseño había logrado algo que pocos diseñadores habían logrado antes. Shelby había combinado una tecnología de alto volumen simple, comparativamente poco exigente, en un paquete que llevó al suelo automóviles mucho más costosos y sofisticados. A partir de entonces, todas las puertas estuvieron abiertas para Shelby en Ford, y se le permitió poner sus manos sobre cualquier cosa que tuviera el escudo de la marca azul y fuera de tipo deportivo. Por eso, Shelby no solo era responsable de los proyectos de automovilismo de Ford, sino también de las versiones del producto de alto volumen más exitoso de Ford en ese momento, el Ford Mustang.
En la carrera de las 24 Horas de Le Mans 1966, Ford finalmente venció a Ferrari donde los vehículos ganadores de Ford, con una velocidad media de 210.8 km / h, habían alcanzado por primera vez una media de más de 200 km / h durante toda la carrera.
Ese mismo año, Ken Miles tuvo un accidente durante una prueba de manejo con uno de los prototipos de Ford J-Car, que se usaron como Ford GT40 MK IV en las principales carreras de autos deportivos en 1967 en Riverside. Carroll Shelby murió en mayo de 2012 a la edad de 89 años.

## Producción
Una película basada en la rivalidad entre Ford Motor Company y Ferrari por el dominio en la carrera de resistencia de Le Mans había estado en obras en 20th Century Fox. Inicialmente, iba a protagonizar a Tom Cruise y Brad Pitt de un guion original de Jason Keller, pero el proyecto se vino abajo después de que los escritores Jez Butterworth y John-Henry Butterworth redactaron un guion y Joseph Kosinski fue llevado a dirigir.
El 5 de febrero de 2018, se anunció que James Mangold había sido contratado para dirigir la película basada en el guion anterior de Jason Keller, Jez Butterworth y John-Henry Butterworth. Más tarde, Caitriona Balfe, Jon Bernthal y Noah Jupe se unieron al elenco junto a Christian Bale y Matt Damon en los papeles principales. En julio de 2018, Jack McMullen fue elegido para interpretar a una de las mecánicas británicas clave de Miles, y Tracy Letts también se unió para interpretar a Henry Ford II, junto con Joe Williamson. En agosto de 2018, JJ Feild fue elegido para interpretar al ingeniero automotriz Roy Lunn, el jefe de vehículos Ford Advanced en Inglaterra y la mano derecha de Henry Ford II. El compositor Marco Beltrami confirmó en una entrevista que estaría grabando la película, ya que Beltrami había trabajado previamente con Mangold en 3:10 to Yuma, The Wolverine y Logan.

### Rodaje
La filmación comenzó el 30 de julio de 2018 durante 67 días, y tuvo lugar en California, Nueva Orleans, Luisiana, Atlanta, Savannah, y Statesboro, Georgia, así como Le Mans, Francia. Las escenas de carreras que aparecen en la película como Daytona fueron filmadas en el Auto Club Speedway en Fontana; muchas otras escenas de carreras fueron filmadas en una pista de pruebas de Honda (doblando para el Riverside International Raceway) en Mojave Valley y en la Porsche Experience (para la pista de pruebas de Dearborn) en Carson. Algunas escenas fueron filmadas en pistas en Georgia. Las tribunas, pozos y garajes de Le Mans fueron replicados en el Agua Dulce Airpark en Agua Dulce. El área del hangar donde se desarrollaron los automóviles (originalmente en LAX) se filmó en el Aeropuerto Internacional de Ontario en Ontario.

### Música
La banda sonora incluye: 
| N.º | Título                            | Artista                              | Duración |  |
| 1.  | «Polk Salad Annie»                | James Burton                         | 3:26     |  |
| 2.  | «Money (That's What I Want)»      | The Kingsmen                         | 2:19     |  |
| 3.  | «Have Love, Will Travel»          | The Sonics                           | 2:38     |  |
| 4.  | «I Put a Spell on You»            | Nina Simone                          | 2:36     |  |
| 5.  | «Pour Une Fille Comme Toi»        | Lucky Blondo                         | 2:34     |  |
| 6.  | «Love's Gonna Live Here»          | Buck Owens                           | 2:00     |  |
| 7.  | «Stranger in a Strange Land»      | The Byrds                            | 3:05     |  |
| 8.  | «Le Mans 66»                      | Marco Beltrami and Buck Sanders      | 5:41     |  |
| 9.  | «Team Player»                     | Marco Beltrami and Buck Sanders      | 3:17     |  |
| 10. | «Crescent Wrench»                 | Marco Beltrami and Buck Sanders      | 1:35     |  |
| 11. | «Ace of Spades»                   | Link Wray                            | 2:18     |  |
| 12. | «Dark Side»                       | The Shadows of Knight                | 2:02     |  |
| 13. | «Hipsville 29 B.C. (I Need Help)» | The Sparkles                         | 2:12     |  |
| 14. | «Flying Saucers Rock N Roll»      | Billy Riley and His Little Green Men | 2:04     |  |
| 15. | «Shooting Star»                   | Les Baxter                           | 1:57     |  |

## Estreno
Ford v Ferrari se estrenó en el Festival de Cine de Telluride el 30 de agosto de 2019, y se proyectó en el Festival Internacional de Cine de Toronto el 9 de septiembre de 2019. Posteriormente fue lanzado en los Estados Unidos el 15 de noviembre por Walt Disney Studios Motion Pictures (a través de su subsidiaria 20th Century Fox) en formatos 2D, IMAX y Dolby Cinema. Anteriormente  estaba programada para ser lanzada el 28 de junio.
El primer avance de la película se estrenó el 2 de junio de 2019, durante el Juego 2 de las Finales de la NBA de 2019.

### Formato casero
La película fue lanzada en formato digital por 20th Century Studios Home Entertainment el 28 de enero de 2020, y en 4K Ultra HD Blu-ray y DVD el 11 de febrero de 2020.

## Recepción

### Taquilla
A partir del 7 de marzo de 2020, Ford v Ferrari ha recaudado $117.6 millones en los Estados Unidos y Canadá, y $107.9 millones en otros territorios, para un total mundial de $225.5 millones.
En los Estados Unidos y Canadá, la película se estrenó junto a Los Ángeles de Charlie y The Good Liar, y se proyectó que recaudaría entre 23 y 30 millones de dólares de 3528 teatros en su primer fin de semana. Ganó $10.9 millones en su primer día, incluidos $2.1 millones de los avances de la noche del jueves. Luego debutó con $31.5 millones, superando la taquilla. En su segundo fin de semana, la película cayó un 50% a $15.7 millones, terminando en segundo lugar detrás del recién llegado Frozen II, y luego ganó $16 millones en su tercer fin de semana (incluyendo $19 millones en el marco de cinco días de Acción de Gracias), terminando tercero. Continuó manteniéndose bien en las siguientes semanas, ganando $6.7 millones y $3.1 millones en su cuarto y quinto fin de semana.

### Crítica
En el sitio web de agregación de reseñas Rotten Tomatoes, la película tiene una calificación de aprobación del 92% basada en 323 reseñas, con una calificación promedio de 7.77/10. El consenso de críticos del sitio web dice: "Ford v Ferrari ofrece todo lo que el público de acción automotriz pulido esperará, y lo equilibra con suficiente drama humano apasionante para satisfacer a los entusiastas que no compiten". Metacritic asignó a la película una puntuación promedio ponderada de 81 puntos. de 100, basado en 47 críticos, que indican "aclamación universal". Las audiencias encuestadas por CinemaScore le dieron a la película una calificación de "A +", mientras que las de PostTrak le dieron una puntuación positiva general del 87% (con un promedio de 4.5 de 5 estrellas), y el 68% dijo que definitivamente lo recomendaría.
Mick LaSalle de San Francisco Chronicle le dio a la película un 4 de 4 estrellas, diciendo que "es lo que promete ser, una explosión del pasado" y escribió: "Ford v Ferrari podría haber sido una historia deportiva, dramatizando un capítulo interesante en las carreras, y hubiera estado bien. Pero al mostrar la constante interferencia de Ford y sus secuaces en el trabajo dedicado de Miles y Shelby, esta película de James Mangold se convierte en una historia de almas luchando contra los sin alma". Eric Kohn de Indiewire le dio a la película una "B", diciendo que "Ford v Ferrari se destaca por evocar la emoción de la carrera", como dice un personaje, "un cuerpo moviéndose por el espacio y el tiempo", y es lo suficientemente convincente en esos momentos el caso de que nada supera la emoción de la competencia". Peter DeBruge de Variety elogió las secuencias de carreras y las actuaciones de Bale y Damon, escribiendo: "Las mejores películas de deportes no son tanto sobre el deporte como son las personalidades, y estos dos van a lo grande con sus actuaciones".

## Premios

### Premios Oscar
| Año  | Categoría               | Persona                                     | Resultado |
| ---- | ----------------------- | ------------------------------------------- | --------- |
| 2019 | Mejor película          | Peter Chernin Jenno Topping y James Mangold | Nominados |
| 2019 | Mejor montaje           | Andrew Buckland Michael McCusker            | Ganador   |
| 2019 | Mejor sonido            | Paul Massey David Giammarco Steven Morrow   | Nominados |
| 2019 | Mejor edición de sonido | Donald Sylvester                            | Ganador   |